# Sabis Vallis
La Sabis Vallis è una struttura geologica della superficie di Marte.